# Zimiromus aduncus
Zimiromus aduncus Platnick & Shadab, 1976 è un ragno appartenente alla famiglia Gnaphosidae.

## Etimologia
Il nome della specie deriva dal latino aduncus, cioè adunco, incurvato, in riferimento alla conformazione simile ad un uncino dell'apofisi tegolare del padipalpo maschile.

## Caratteristiche
L'olotipo maschile rinvenuto ha lunghezza totale è di 4,07mm; la lunghezza del cefalotorace è di 1,91mm; e la larghezza è di 1,51mm.

## Distribuzione
La specie è stata reperita nel Panama centrale: l'olotipo maschile è stato rinvenuto nei dintorni di Clayton, nella zona della provincia di Panama.

## Tassonomia
Al 2016 non sono note sottospecie e dal 1976 non sono stati esaminati nuovi esemplari.